# Kreuzweg des Klosters Wienhausen

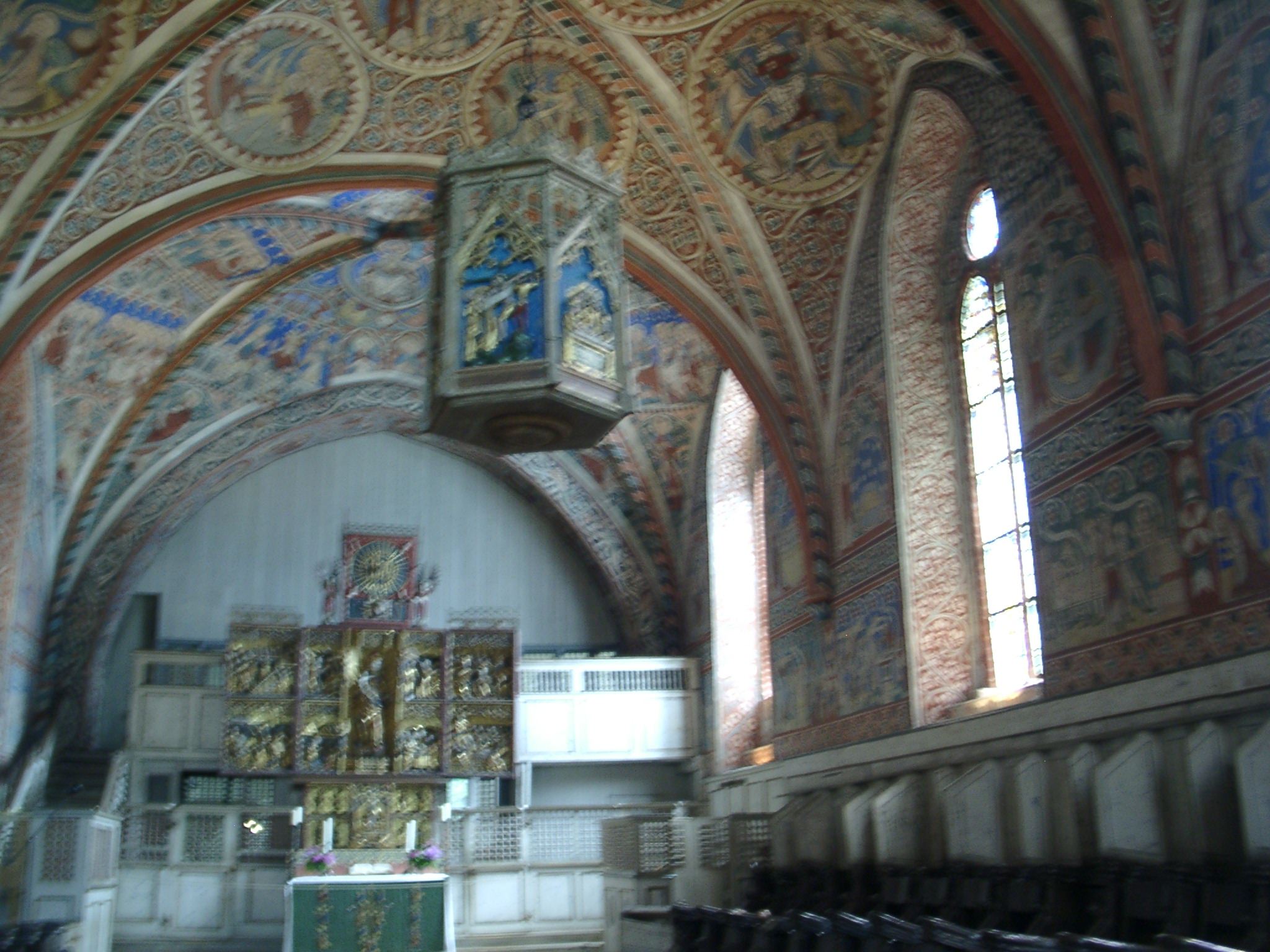
Kloster Wienhausen, Nonnenchor

Der Kreuzweg des Klosters Wienhausen ist eine Anleitung zur Meditation der Passionsgeschichte. Überliefert ist sie in zwei vor Ort entstandenen Handschriften. Die streng klausurierten Zisterzienserinnen imaginierten dabei die Stationen des Kreuzwegs in ihren Klosterräumen.

## Beschreibung
Beide Handschriften bezeugen eine Frömmigkeitspraxis, die Imaginationsübungen und körperliche Vollzüge (Gehen, Gebetshaltungen), also Kontemplation und Aktion, zu einer spirituellen Reise verband. Da sie in Einzelheiten voneinander abweichen und es keine Hinweise auf gemeinschaftliche Begehung des Kreuzwegs gibt, ist wahrscheinlich, dass diese Übung von den Schwestern individuell praktiziert wurde und auch Raum für die persönliche Ausgestaltung ließ.
Der Weg begann und endete auf dem als himmlisches Jerusalem ausgemalten Nonnenchor. Hier wurde als erste Station das Haus des Pilatus imaginiert. Auf der Treppe, die vom Nonnenchor nach unten führte, sollte die Nonne den erniedrigten Christus nachahmen. Der Rundweg führte durch den Klausurbereich, wobei der Friedhof und der Krankentrakt (Infirmarium) geeignet waren, um Gefühle des Trauerns und des Mitleidens zu erwecken. Beim Krankentrakt identifizierte sich die Nonne mit Maria, wie sie das Leiden ihres Sohnes empathisch nachvollzog. Am Ende des Weges fand sich die Nonne wieder im Chor ein, der diesmal als Kalvarienberg imaginiert wurde. Das Ziel war passenderweise der heiligste Ort des Klosters, der Hochaltar, der die Reliquie eines Blutstropfens Christi barg.

## Rezeption
Die Praxis, den Kreuzweg im Kloster meditiativ nachzuvollziehen, ist aus dem Spätmittelalter gut bekannt. Seit der Entdeckung und Auswertung der beiden Gebetbücher im Klosterarchiv Wienhausen durch June L. Mecham wird dieses Heidekloster als Beispiel für die genannte Frömmigkeitsform zitiert.